# Ewa Trzebińska
Ewa Trzebińska (Katovice, 1 de maio de 1989), também conhecida como Ewa Nelip, é uma esgrimista polaca de espada, medalhista mundial e continental.

## Carreira
Trzebińska conquistou a medalha de ouro no evento individual da Universíada de Verão de 2009, em Belgrado. No mesmo ano, integrou a equipe polaca que conquistou a medalha de prata no mundial de Antália. Ela também formou parte da equipe polaca campeã continental em 2010.
Trzebińska conquistou duas medalhas no Campeonato Mundial de 2017, em Lípsia. No evento individual, ela chegou até a decisão quando foi derrotada pela russa Tatyana Gudkova. Por equipes, conquistou a medalha de bronze. No ano seguinte, Trzebińska envolveu-se numa partida memorável contra a francesa Auriane Mallo, no embate decisivo pela medalha de ouro por equipes do Campeonato Europeu. A polaca empatou a partida no último minuto; contudo, Mallo conseguiu o toque decisivo no minuto extra e, consequentemente, a França conquistou o ouro, enquanto a Polónia ficou com a prata.
Em 2019, conquistou um bronze no evento individual do Campeonato Europeu disputado em Dusseldórfia. No mesmo campeonato, integrou a equipe nacional que ganhou a medalha de ouro, junto com Renata Knapik-Miazga, Magdalena Piekarska e Aleksandra Zamachowska.